# Keizerrijk Rusland
Het keizerrijk Rusland (Russisch: Российская Империя, Rossijskaja Imperija), ook wel het Russische Rijk, was een staat die bestond van 1721 tot september 1917, toen de republiek werd uitgeroepen onder leiding van de Voorlopige Regering.
Het Russische Rijk ontstond uit het tsaardom Rusland, dat door de opvolgers van tsaar Ivan IV werd geregeerd. Het Russische Rijk was een absolute (erfelijke) monarchie met aan het hoofd een keizer uit het huis Romanov. In de volksmond werd hij tsaar genoemd, net als keizer een afleiding van Caesar. De Russisch-Orthodoxe Kerk was de Staatskerk, die werd bestuurd door de Heiligste Regerende Synode, nadat Peter I van Rusland het ambt van patriarch in 1721 had afgeschaft. De klassen in het rijk waren onder andere verdeeld in de adel, de geestelijke, de kooplieden, de kozakken en de boeren. Mensen uit Siberië en Centraal-Azië werden geregistreerd als "inorodtsy", dat letterlijk "mensen van vreemde afkomst" betekent.
Aan het eind van de 19e eeuw besloeg het rijk 22.400.000 vierkante kilometer, ongeveer een zesde van het totale landoppervlak op aarde. Alleen het Britse Rijk kon zich er in omvang mee meten. Toch woonden de meeste mensen toen in het Europese gedeelte van Rusland. Meer dan honderd verschillende etnische groepen behoorden tot het Rijk, de talrijkste groep (45%) waren de Russen.

## Peter de Grote
Peter de Grote veranderde zijn titel in 1721 toen hij zich "Alleenheerser van geheel Rusland" (Samoderzjets Vserossiiski) liet noemen. Hoewel vele heersers deze titel aanhielden, stonden zij beter bekend als tsaar. In Peters ogen was Rusland een achterlijk land en hij wilde hierin verandering brengen. Hij maakte voor zijn troonsbestijging een rondreis door Europa, waarbij hij incognito met allerlei baantjes de ervaring opdeed om zijn rijk aansluiting te laten vinden bij de nieuwe tijd. Na een oorlog in het Oostzeegebied aan het begin van de 18e eeuw kreeg Peter voet aan de grond aan de kust. Daar stichtte hij in 1703 de stad Sint-Petersburg, die meer dan 200 jaar de hoofdstad van het Russische Rijk zou blijven.

## Na Peter de Grote
Na de dood van Peter de Grote in 1725 regeerde zijn tweede vrouw Catharina nog twee jaar. Daarna volgde de kleinzoon van Peter, Peter II haar op, maar deze stierf drie jaar later op veertienjarige leeftijd aan de gevolgen van de pokken. De werkelijke macht lag bij de Opperste Geheime Raad, die Anna Ivanovna kozen als opvolgster van de kinderloze Peter II.
Na de dood van Anna Ivanovna in 1740, greep Elisabeth, de dochter van Peter de Grote, met hulp van het Preobrazjenski-regiment de macht. Onder het bewind van Elisabeth was het Russische hof het mooiste in heel Europa. Ze leidde ook een actieve buitenlandse politiek, waarbij ze de kant koos van Oostenrijk.

## Catharina de Grote
Catharina de Grote, van Duitse afkomst, begon haar carrière met haar man Peter III, kleinzoon van Peter de Grote en erfgenaam van de tsarentroon, uit de weg te ruimen.
Ze was geïnspireerd door de Verlichting, maar na de Franse Revolutie stelde ze haar breeddenkendheid bij. Ze probeerde in navolging van Peter de Grote Rusland verder te verwesteren. Zo was Rusland een van de eerste landen ter wereld waar de vaccinatie tegen pokken op landelijke schaal werd ingevoerd. Ook heeft Catharina een grote rol gespeeld bij het verspreiden van opleidingsmogelijkheden voor kinderen. Bijna iedereen, met uitzondering van de toplaag van de bevolking, was analfabeet toen Catharina aan de macht kwam; de eerste universiteit was pas in 1755 gesticht.
Op buitenlands vlak vergrootte de oppervlakte van het keizerrijk met 518.000 km², een gebied 12 maal de oppervlakte van Nederland of 17 maal de oppervlakte van België. Ze had succes tegen het Ottomaanse Rijk tijdens de Russisch-Turkse Oorlog (1768-1774) en de Russisch-Turkse Oorlog (1787-1792). Ze zette haar stroman Stanislaus August Poniatowski op de Poolse troon, dit was het begin van de opdeling van Polen.
Op diplomatiek vlak probeerde ze een bemiddelende rol te spelen in verschillende conflicten, waaronder in de troonopvolgingsstrijd in Beieren in 1778.
Op cultureel vlak probeerde Catharina haar gasten te imponeren met haar kunstverzamelingen. Het meest gekende is het begin van de collectie van de Hermitage.

## Alexander I
Alexander was de kleinzoon van Catharina en de zoon van Paul I. Hij kwam op de troon toen zijn vader in 1801 werd vermoord. De bevolking van het Russische Rijk in 1811 was meer dan 40 miljoen mensen, naar Europese begrippen een grootmacht. Tot 1815 was een belangrijke opdracht van zijn regering om het Europese machtsevenwicht te bewaren. Het was de tijd van de napoleontische oorlogen, met als dieptepunt de inname van Moskou door Napoleon Bonaparte. Tijdens en na het Congres van Wenen (1815) kwam hij in aanvaring met de Oostenrijkse diplomaat Klemens von Metternich. Rusland verwierf het leeuwendeel van het hertogdom Warschau, onder de naam Congres-Polen. Hij is ook de oprichter van de Heilige Alliantie, een bolwerk van conservatisme in Europa.

## Nicolaas I
Nicolaas I was een jongere broer van Alexander I en werd niet opgevoed als toekomstige tsaar. Zoals de meeste andere staatshoofden van zijn tijd leidde hij een star conservatief beleid. Hij stond bekend als de beschermer van regerende legitimisten en beschermheer tegen revoluties, zoals de revoluties in het jaar 1830 of de revoluties in 1848.
Zijn buitenlandse politiek stond voornamelijk in het teken van het uiteenvallen van het Ottomaanse Rijk. De Russisch-Turkse Oorlog (1828-1829) was een succes, maar de Krimoorlog was een nederlaag.

## Alexander II
De zoon van Nicolaas, Alexander II van Rusland volgde hem in 1855 op. Het eerste jaar van zijn regering was hij zeer druk met de door zijn vader gestarte Krimoorlog. Deze oorlog werd beëindigd met de Vrede van Parijs (1856). Hij was een groot hervormer; hij verleende in 1856 gratie aan de decembristen en schafte in 1861 de lijfeigenschap van de boeren af. Alexander wilde namelijk een grote klasse onafhankelijke en zelfstandige boeren creëren en daarnaast een groep mensen die zou kunnen instaan voor de industriële behoeftes. Ook voerde hij een zeker gemeentelijk en gewestelijk zelfbestuur in door instelling van de zemstvo's. Daarnaast verbeterde hij de rechtspraak, matigde de perscensuur en verkortte in 1859 de dienstplicht in het leger van 25 jaar tot 15 jaar. Hij voerde ook hervormingen door in het onderwijs. Tussen 1867 en 1869 voerde hij kerkelijke hervormingen door. De opleiding van de clerus werd verbeterd en het overschot aan priesters werd teruggedrongen. De tsaar-bevrijder maakte een einde aan de willekeur van de bureaucratie en de politie. Zo veranderde hij Rusland geleidelijk van een politiestaat in een rechtsstaat naar Europees model.
Na de tweede Poolse opstand in 1863, die hij hardhandig liet neerslaan, werd zijn politiek behoudender. De conservatieven vonden hem te liberaal, terwijl de liberalen hem te conservatief vonden. De toenemende aanslagen van de nihilisten beantwoordde Alexander met harde politiemaatregelen. In 1881 kwam hij door een bomaanslag om het leven.

## Alexander III
Alexander III was aanwezig bij de moordaanslag op zijn vader. Zijn reactie was dan ook dat meer autonomie geven aan het Russische volk alleen maar zou zorgen voor meer revolutionaire ideeën. Hij voerde dan ook een reactionair bewind, onder leiding van Konstantin Pobedonostsev. Hij ontsloeg de liberaal gezinde ministers van zijn vader, beperkte de bevoegdheden van de zemstvo's, verscherpte het staatstoezicht op middelbaar en hoger onderwijs, breidde de bevoegdheden van de politie aanzienlijk uit en ageerde als behoeder van de orthodoxie. Hij was streng tegen joden, Rooms-katholieken en protestanten. Opstandelingen en dissidenten werden massaal naar Siberië verbannen. Zijn buitenlandse politiek, aanvankelijk pro-Duits, raakte op Frankrijk georiënteerd. Alexander III stierf plotseling op 20 oktober 1894 in zijn zomerresidentie het Livadiapaleis op de Krim en werd opgevolgd door zijn zoon Nicolaas II van Rusland.

## Nicolaas II
Nicolaas II was vorst van Rusland, Oekraïne, Wit-Rusland, Moldavië, Finland (Groothertogdom van Finland), Armenië, Azerbeidzjan, Georgië, de Centraal-Aziatische staten van Kazachstan, Kirgizië, Tadzjikistan, Turkmenistan en Oezbekistan, het grootste deel van Estland, Letland en Litouwen, grote gebieden van Polen en het oostelijkste deel van het latere Turkije. In 1914 bestond het Russische Rijk uit 81 gouvernementen (goebernija's) en 20 oblasten. Het Russische Rijk had als vazalstaten en protectoraten onder andere het Emiraat Buchara, het Kanaat Kokand en het Kanaat Xiva, en na 1914 Toeva.
Hij zette de politiek van zijn vader voort. Rusland breidde zijn rijk steeds verder uit naar het oosten. Tweede helft 19e eeuw zocht Japan naar vaste grond op het Chinese continent. Een conflict rond de havensstad Port Arthur zou leiden tot de Russisch-Japanse Oorlog. Het verlies van de oorlog en de precaire situatie van de Russische bevolking gaf de aanleiding tot de Revolutie van 1905. Nicolaas zette de conservatief Pjotr Stolypin aan het hoofd van de regering en begon aan grondige hervormingen. Op internationaal vlak sloot Rusland zich aan bij de Triple Entente. Na de val van de Qing-dynastie in China, sloten Rusland en Japan een vriendschapsakkoord.
Met de annexatie van Bosnië en Herzegovina door Oostenrijk-Hongarije laaide de Balkankwestie terug op. In 1912 braken de Balkanoorlogen uit, die op hun beurt een aanleiding zouden zijn voor de Eerste Wereldoorlog. De nederlagen en grootschalige Russische slachtoffers zorgden voor grote ontevredenheid bij de Russische bevolking. In 1917 brak de Februarirevolutie uit. In oktober 1917 hadden bolsjewieken in Petrograd de macht gegrepen (Oktoberrevolutie). Nicolaas trad af en in de nacht van 16 op 17 juli 1918 werd de hele tsarenfamilie (vader, moeder en vijf kinderen) op bevel van de lokale sovjet in de kelder van het Ipatjev-huis geëxecuteerd. Na het aftreden van Nicolaas werd een voorlopige regering uitgeroepen. In 1922 veranderde het Bolsjewistisch Rusland in de Sovjet-Unie.

## Vervolg
- Geschiedenis van Sovjet-Rusland en de Sovjet-Unie (1917-1927)